# سدریک راموس
سدریک راموس (انگلیسی: Cédrik Ramos؛ زادهٔ ۱۵ فوریهٔ ۱۹۸۳) بازیکن فوتبال اهل فرانسه است.